# Championnat de France FFSA GT 2015
Navigation
2014 2016
Le Championnat de France FFSA GT 2015 est la 19e édition de ce championnat, disputé dans le cadre du GT Tour qui se déroule du 28 avril au 25 octobre 2015.

## Repères de débuts de saison
Alors que le championnat 2014 avait deux courses de 60 minutes par épreuve, le format 2015 est désormais constitué de deux courses de 90 minutes (à l'exception de l'épreuve du Mans qui comprend trois courses de 60 minutes). Les deux plus mauvais résultats de la saison ne sont pas comptabilisés dans le classement final.

## Calendrier[2]
| Manche | Manche | Date         | Meeting                    | Circuit                       | Lieu          | Pays/Région                  |
| ------ | ------ | ------------ | -------------------------- | ----------------------------- | ------------- | ---------------------------- |
| 1      | C1     | 18 avril     | GT Tour Lédenon            | Circuit de Lédenon            | Lédenon       | Languedoc-Roussillon, France |
| 2      | C1     | 2 mai        | GT Tour Le Mans            | Circuit Bugatti               | Le Mans       | Pays de la Loire, France     |
| 2      | C2     | 3 mai        | GT Tour Le Mans            | Circuit Bugatti               | Le Mans       | Pays de la Loire, France     |
| 2      | C3     | 3 mai        | GT Tour Le Mans            | Circuit Bugatti               | Le Mans       | Pays de la Loire, France     |
| 3      | C1     | 6 juin       | Spa Euro Race              | Circuit de Spa-Francorchamps  | Francorchamps | Région wallonne, Belgique    |
| 3      | C2     | 7 juin       | Spa Euro Race              | Circuit de Spa-Francorchamps  | Francorchamps | Région wallonne, Belgique    |
| 4      | C1     | 4 juillet    | GT Tour Val de Vienne      | Circuit du Val de Vienne      | Le Vigeant    | Poitou-Charentes, France     |
| 4      | C2     | 5 juillet    | GT Tour Val de Vienne      | Circuit du Val de Vienne      | Le Vigeant    | Poitou-Charentes, France     |
| 5      | C1     | 29 août      | GT Tour Magny-Cours        | Circuit de Nevers Magny-Cours | Magny-Cours   | Bourgogne, France            |
| 5      | C2     | 30 août      | GT Tour Magny-Cours        | Circuit de Nevers Magny-Cours | Magny-Cours   | Bourgogne, France            |
| 6      | C1     | 26 septembre | GT Tour Navarra            | Circuit de Navarre            | Los Arcos     | Navarre, Espagne             |
| 6      | C2     | 27 septembre | GT Tour Navarra            | Circuit de Navarre            | Los Arcos     | Navarre, Espagne             |
| 7      | C1     | 24 octobre   | GT Tour finale Paul Ricard | Circuit Paul Ricard           | Le Castellet  | Provence, France             |
| 7      | C2     | 25 octobre   | GT Tour finale Paul Ricard | Circuit Paul Ricard           | Le Castellet  | Provence, France             |

## Résultats
| Manche | Manche | Meeting       | Vainqueurs                                                        | Écurie                  | Voiture                 |
| ------ | ------ | ------------- | ----------------------------------------------------------------- | ----------------------- | ----------------------- |
| 1      | C1     | Lédenon       | Philippe Giauque / Jean-Luc Beaubelique / Morgan Moullin-Traffort | Team AKKA ASP           | Ferrari 458 Italia GT3  |
| 1      | C2     | Lédenon       | course annulée                                                    | course annulée          | course annulée          |
| 2      | C1     | Le Mans       | Stéphane Lémeret / Éric Cayrolle / Arno Santamato                 | Sport Garage            | Ferrari 458 Italia GT3  |
| 2      | C2     | Le Mans       | Bruno Strazzer / Romain Brandela / Dino Lunardi                   | Duqueine Engineering    | Ferrari 458 Italia GT3  |
| 2      | C3     | Le Mans       | Maxime Pialat / Nicolas Tardif / Soheil Ayari                     | Sport Garage            | Ferrari 458 Italia GT3  |
| 3      | C1     | Spa           | Stéphane Lémeret / Éric Cayrolle / Arno Santamato                 | Sport Garage            | Ferrari 458 Italia GT3  |
| 3      | C2     | Spa           | Olivier Pernaut / Raymond Narac / Sébastien Dumez                 | IMSA Performance Matmut | Porsche 911 GT3 R (997) |
| 4      | C1     | Val-de-Vienne | Nicolas Misslin / Sacha Bottemanne / Benjamin Lariche             | StratégiC               | Porsche 911 GT3 R (997) |
| 4      | C2     | Val-de-Vienne | David Hallyday / Philippe Gaillard / Mike Parisy                  | Sébastien Loeb Racing   | Audi R8 LMS Ultra       |
| 5      | C1     | Magny-Cours   | Olivier Pernaut / Raymond Narac / Sébastien Dumez                 | IMSA Performance Matmut | Porsche 911 GT3 R (997) |
| 5      | C2     | Magny-Cours   | David Hallyday / Philippe Gaillard / Mike Parisy                  | Sébastien Loeb Racing   | Audi R8 LMS Ultra       |
| 6      | C1     | Navarra       | Nicolas Misslin / Sacha Bottemanne / Benjamin Lariche             | StratégiC               | Porsche 911 GT3 R (997) |
| 6      | C2     | Navarra       | Rino Mastronardi / Jean-Luc Beaubelique / Morgan Moullin-Traffort | Team AKKA ASP           | Ferrari 458 Italia GT3  |
| 7      | C1     | Paul-Ricard   | Rino Mastronardi / Jean-Luc Beaubelique / Morgan Moullin-Traffort | Team AKKA ASP           | Ferrari 458 Italia GT3  |
| 7      | C2     | Paul-Ricard   | David Hallyday / Philippe Gaillard / Mike Parisy                  | Sébastien Loeb Racing   | Audi R8 LMS Ultra       |